# The Shining (film)

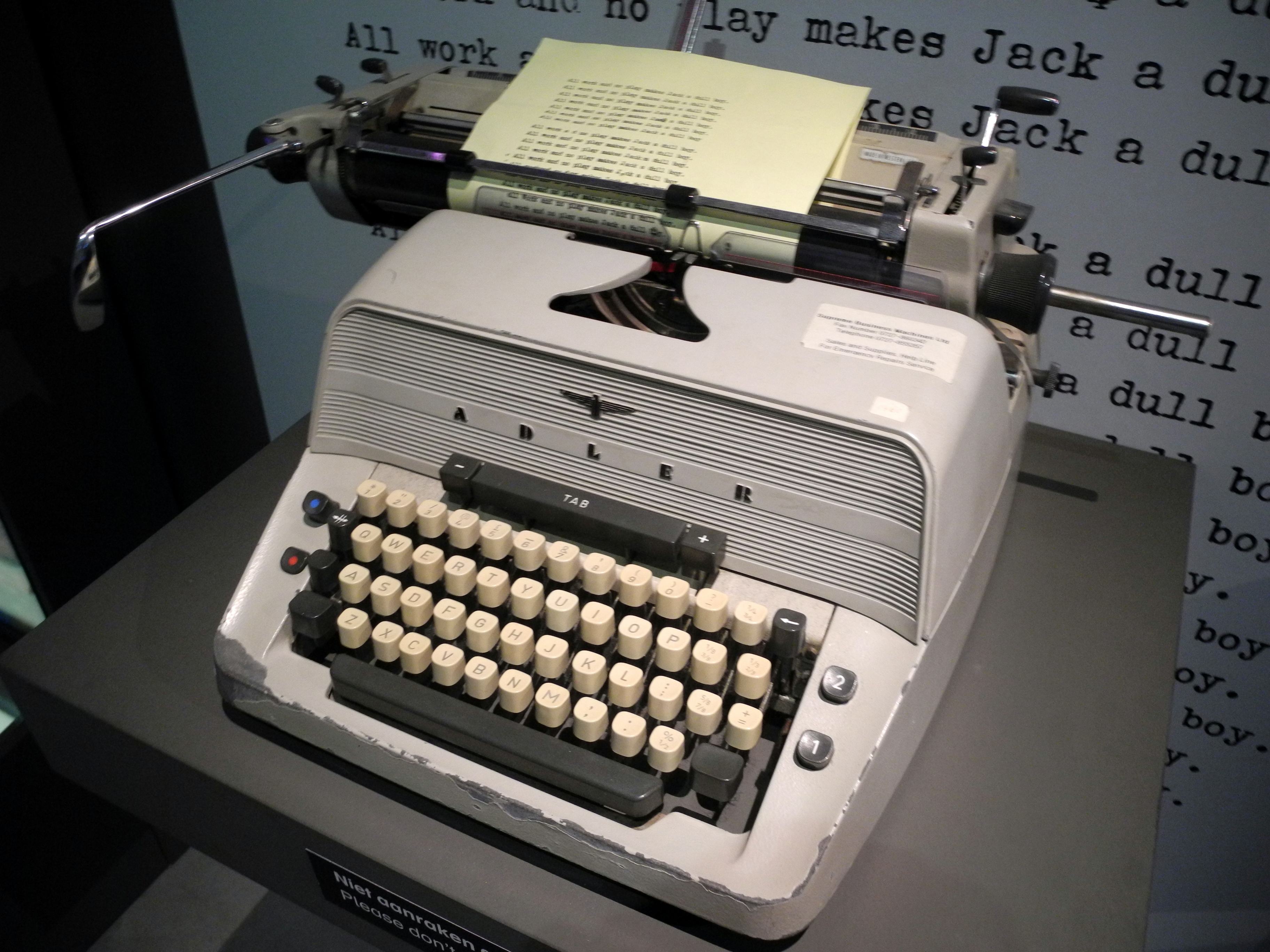
Skrivmaskinen som användes i filmen, där Jack Torrance skriver "All work and no play makes Jack a dull boy".

The Shining är en brittisk-amerikansk psykologisk skräckfilm från 1980 i regi av Stanley Kubrick, baserad på romanen Varsel från 1977 av Stephen King, fast det förekommer stora skillnader mellan boken och filmen. Filmen hade biopremiär i USA den 23 maj 1980. I huvudrollerna ses Jack Nicholson, Danny Lloyd, Shelley Duvall och Scatman Crothers. Nicholson spelar Jack Torrance, en författare och nykter alkoholist som tar sig an en ny anställning som vaktmästare på det för säsongen nedstängda Overlook Hotel. Lloyd spelar hans lille son Danny, som har psykiska förmågor ("varsel"), som han lär sig om av köksmästaren Dick Hallorann (Crothers). Dannys låtsasvän Tony varnar honom för att hotellet hemsöks, innan en vinterstorm lämnar familjen insnöad i Klippiga bergen i Colorado. Jacks förstånd försämras under påverkan av hotellet och dess invånare, och Danny och hans mor Wendy (Duvall) står inför dödlig fara.
Produktionen ägde rum nästan uteslutande på EMI Elstree Studios, med scenbyggen baserade på verkliga platser. Kubrick arbetade ofta med ett litet filmteam, vilket gjorde det möjligt för honom att göra många tagningar, ibland till skådespelarnas och personalens utmattning. Det nya Steadicam-fästet användes för att spela in flera scener, vilket gav filmen en innovativ och uppslukande känsla. Det har spekulerats mycket om betydelser och handlingar i filmen på grund av inkonsekvenser, tvetydigheter, symbolik och skillnader från boken.
Filmen hade premiär i USA den 23 maj 1980 och i Storbritannien den 2 oktober av Warner Bros. Det fanns flera versioner för biobruk, som var och en klipptes kortare än föregående klippning; cirka 27 minuter klipptes totalt. Reaktionerna på filmen vid tidpunkten för dess utgivning var blandade; Stephen King kritiserade filmen på grund av dess avvikelser från romanen. Filmen fick två kontroversiella nomineringar vid de första Razzies 1981 – sämsta regissör och sämsta skådespelerska – varav den senare upphävdes 2022 på grund av Kubricks behandling av Duvall vid inspelningen. Kritiken mot filmen har sedan dess blivit positiv.
År 2012 rankades The Shining som den 75:e bästa filmen genom tiderna i Sight & Sound-regissörernas omröstning. År 2018 valdes filmen ut för bevarande i United States National Film Registry av Library of Congress som "kulturellt, historiskt eller estetiskt betydelsefull". År 2013 publicerade King en uppföljarroman till originalboken (Doctor Sleep) och 2019, trettionio år efter originalfilmen, släpptes en uppföljare, Doctor Sleep.

## Handling
Jack Torrance (Jack Nicholson), en nykter alkoholist och en misslyckad författare, tar jobb som vaktmästare på ett avlägset hotell i Klippiga bergen över vintermånaderna medan hotellet hålls stängt. Han hoppas att avskildheten som hotellet erbjuder, då det årligen snöas in, skall ge honom den ro han behöver för att kunna skriva sin projekterade bok. Med till hotellet tar han sin fru Wendy (Shelley Duvall) och sin sexårige son Danny (Danny Lloyd).
Hotellet besitter onda krafter, vilket Danny uppfattar redan innan de anlänt till platsen. Danny har nämligen en förmåga att se in i framtiden (vilken kallas shining enligt hotellets köksmästare Dick Halloran (Scatman Crothers), som också besitter Dannys förmåga). Dannys syner förmedlas genom hans påhittade vän "Tony". Danny beskriver Tony som "den lille pojken som bor i min mun" för Halloran vid en förtrolig konversation mellan de två. Väl insnöade och bofasta på hotellet plågas Danny av syner av de mord som skedde år 1970 där den dåvarande vintervaktmästaren Delbert Grady (Philip Stone) mördade sin fru och två döttrar. Av hänsyn till sin far säger dock Danny inget om dessa syner till sin familj.
Så småningom går Jacks frustration, skrivkramp och bitterhet mot sin familj över i rent vansinne, och butlern på hotellet, spöket av Delbert, sätter allt galnare planer i huvudet på Jack. När Wendy uttrycker sin önskan om att lämna hotellet uppmanas Jack att "tillrättavisa" sin familj av Delbert. Danny, som förutsett att ondskan slutligen skulle vinna över hans far, kontaktar Halloran genom sin förmåga.
Halloran inser snabbt att något är fel och flyger tillbaka till Colorado där hotellet ligger. Samtidigt råkar Wendy se vad Jack har skrivit på sin skrivmaskin. Allt som står sida efter sida är "Bara arbete och ingen lek gör Jack till en tråkig pojke". Jack ser detta och frågar vad hon tycker om hans bok. Jack blir sedan hotfull men säger att han inte ska skada henne, han ska bara slå sönder skallen på henne. Hon lyckas slå honom medvetslös med ett basebollträ och drar honom till kökets stora skafferi där hon låser in honom. Wendy försöker fly men upptäcker att Jack har förstört såväl hjälpradion som deras snövessla. Jack pratar genom skafferidörren med Delbert som låser upp dörren utifrån och befriar honom.
När "Tony" samtidigt tar över Dannys kroppskontroll både skriker han "Redrum" och skriver detta med läppstift på badrumsdörren. Wendy får se detta i spegeln och inser att han skrivit "Murder" (Mord). Jack börjar hacka sig igenom dörren med en brandyxa in till familjens vardagsrum. Wendy och Danny låser in sig i badrummet och Wendy knuffar ut Danny genom badrumsfönstret men kan inte komma ut själv. Jack börjar hacka sönder badrumsdörren och skapar ett hål där han sticker in huvudet och skriker "Here's Johnny!" men ryggar tillbaka då Wendy hugger honom i handen med en kniv. Jack hör plötsligt ljudet av en snövessla och lämnar rummet för att undersöka saken. Det är Halloran som kommer. Jack hugger ihjäl Halloran i lobbyn och börjar jaga Danny i hotellets häcklabyrint. Wendy letar efter Danny men stöter istället på ett antal spöken och stora mängder blod som bland annat forsar ut från en av hotellets hissar. Under tiden lurar Danny Jack i labyrinten genom att gå baklänges i sina egna fotspår i snön. Danny springer tillbaka till sin mamma och därefter flyr de tillsammans i Hallorans snövessla medan Jack fryser ihjäl i labyrinten.
Filmen avslutas med en inzoomning på ett fotografi från 1921, året då hotellet öppnade, där Jack är med som vaktmästare. Han har alltså alltid varit hotellets vaktmästare, trots att han inte själv uppfattar det så.

## Rollista (i urval)
| Jack Nicholson        | – Jack Torrance              |
| Shelley Duvall        | – Wendy Torrance             |
| Danny Lloyd           | – Danny Torrance             |
| Scatman Crothers      | – Dick Hallorann             |
| Barry Nelson          | – Stuart Ullman              |
| Philip Stone          | – Delbert Grady              |
| Joe Turkel            | – Lloyd, hotellets bartender |
| Anne Jackson          | – Doktorn                    |
| Tony Burton           | – Larry Durkin               |
| Barry Dennen          | – Bill Watson                |
| Lisa och Louise Burns | – tvillingarna Grady         |

I den europeiska versionen togs alla scener som involverade Jackson och Burton bort men eftertexterna förblev oförändrade. Dennen är med i filmen i alla versioner, om än i begränsad utsträckning (och utan dialog) i den europeiska klippningen.
Skådespelarna som spelade de mördade Grady-döttrarna, Lisa och Louise Burns, är enäggstvillingar; Karaktärerna i bok- och filmmanuset är dock bara systrar, inte tvillingar. I filmens dialog säger Ullman att han tror att de var "ungefär åtta och tio år gamla". Ändå kallas de ofta i diskussioner om filmen som "Grady-tvillingarna".
Likheten i iscensättningen av Grady-flickorna och "Twins"-fotografiet av Diane Arbus har noterats av Arbus biograf, Patricia Bosworth, Kubrick-assistenten som rollsatte och coachade dem, Leon Vitali, och av många Kubrick-kritiker. Även om Kubrick både träffade Arbus personligen och studerade fotografi av henne under sin tid som fotograf för tidningen Look, säger Kubricks änka att han inte medvetet modellerade Grady-flickorna på Arbus fotografi, trots stor uppmärksamhet på likheten.

## Produktion

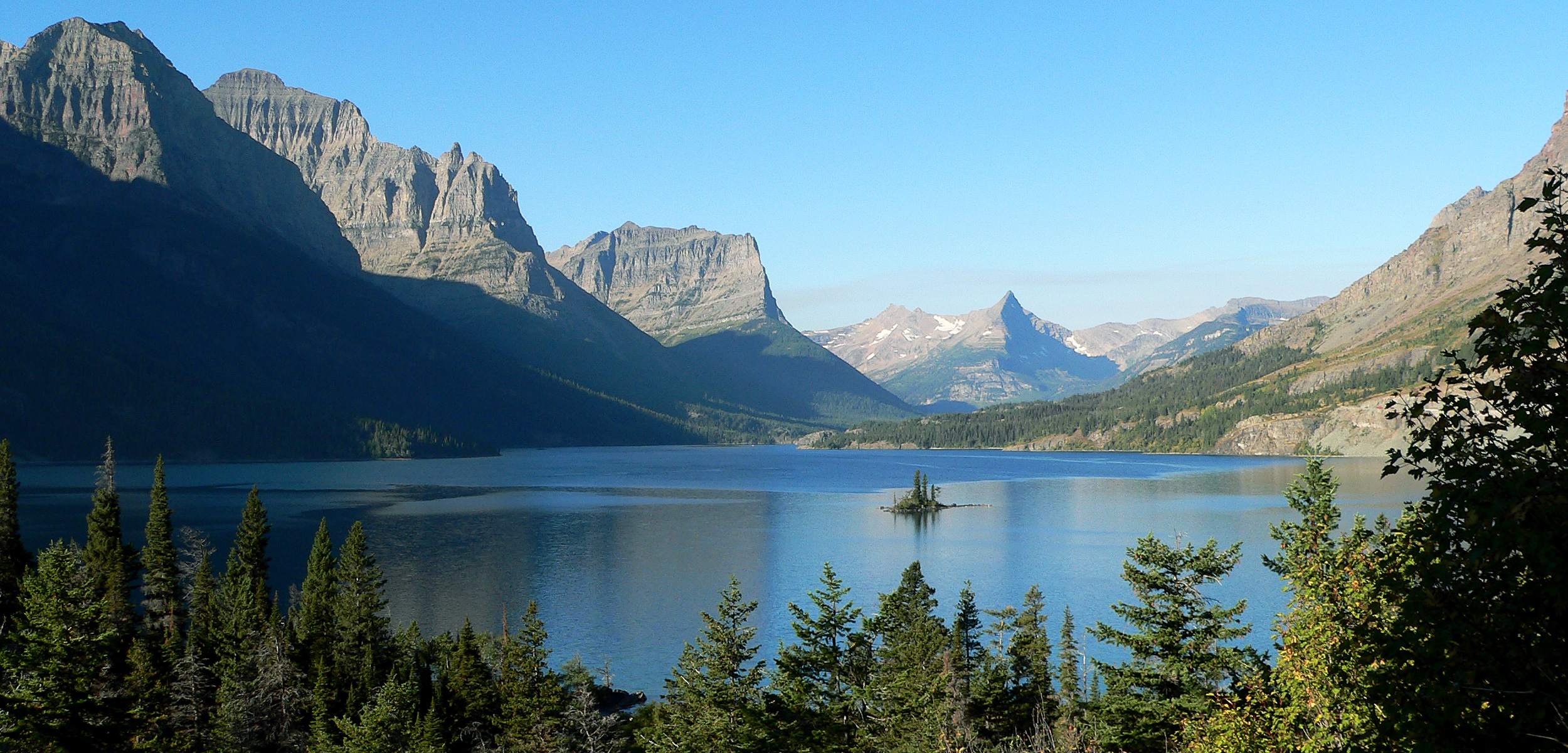
Saint Mary Lake med Wild Goose Island visas under öppningsscenen till The Shining.

### Bakgrund
Innan Kubrick gjorde The Shining regisserade han filmen Barry Lyndon (1975), en mycket visuell tidsfilm om en irländare som försöker ta sig in i den brittiska aristokratin. Trots sina tekniska prestationer var filmen inte en kassasuccé i USA och hånades av kritiker för att vara för lång och för långsam. Besviken över Barry Lyndons brist på framgång insåg Kubrick att han behövde göra en film som skulle vara kommersiellt gångbar såväl som konstnärligt tillfredsställande. Stephen King fick veta att Kubrick fick sin personal att ge honom travar med skräckböcker alltmedan han bosatte sig på sitt kontor för att läsa dem alla: "Kubricks sekreterare hörde ljudet av varje bok som träffade väggen när regissören kastade den i en refuseringshög efter att ha läst de första sidorna. Slutligen en dag märkte sekreteraren att det hade gått ett tag sedan hon hade hört dunsen från en annan författares arbete slå i väggen. Hon gick in för att kolla till sin chef och fann Kubrick djupt uppslukad av att läsa en kopia av manuskriptet till The Shining".
På tal om filmens tema konstaterade Kubrick att "det är något inneboende fel med den mänskliga personligheten. Det finns en ond sida av den. En av de saker som skräckhistorier kan göra är att visa oss arketyperna för det omedvetna; vi kan se den mörka sidan utan att behöva konfrontera den direkt".

### Rollsättning

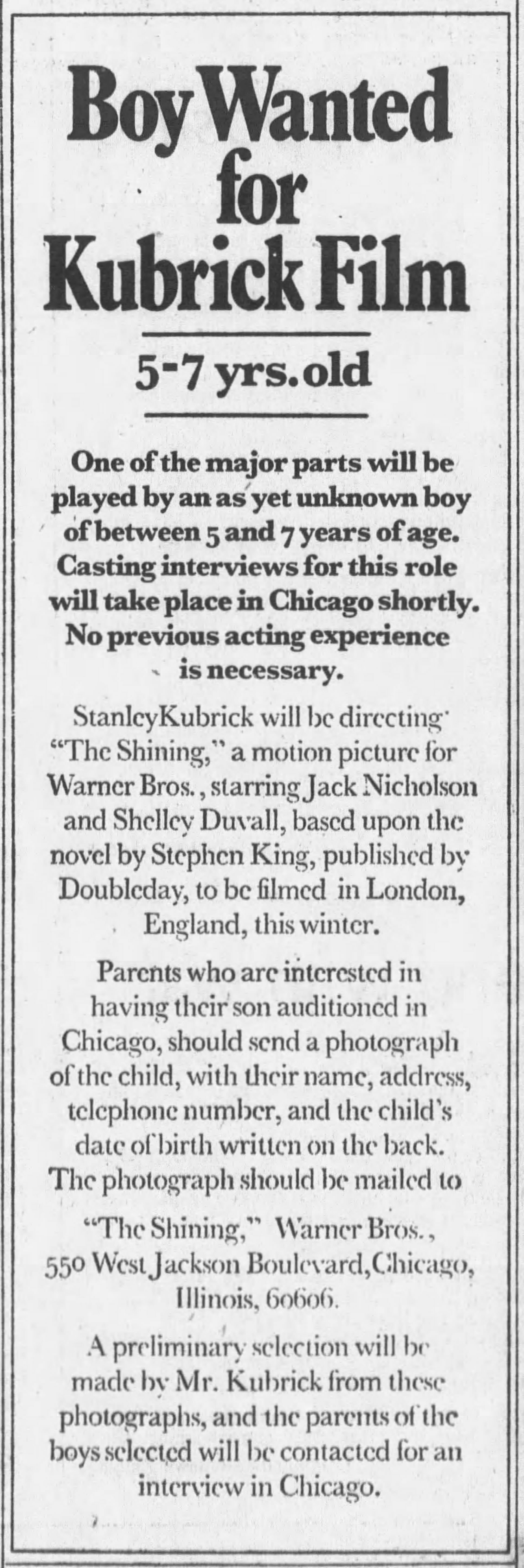
Tidningsannons för rollen som Danny Torrance.

Nicholson var Kubricks förstahandsval för rollen som Jack Torrance; andra skådespelare som övervägdes var Robert De Niro (som sa att filmen gav honom mardrömmar i en månad), Robin Williams och Harrison Ford, som alla möttes av Stephen Kings ogillande. Stephen King, å sin sida, avvisade Nicholson eftersom han trodde att eftersom han hade spelat i Gökboet, skulle tittaren tendera att betrakta honom som en instabil individ från början. Av denna anledning föredrog King Jon Voight, Michael Moriarty eller Martin Sheen för rollen, som mer troget skulle representera profilen för den vanliga individen som gradvis drivs till galenskap. I vilket fall som helst fick författaren från början veta att skådespelaren för huvudrollen "inte var förhandlingsbar".
Även om Jack Nicholson ursprungligen föreslog att Jessica Lange skulle passa bättre för Stephen Kings Wendy, visste Shelley Duvall tidigt att hon var den som fick rollen (Nicholson skulle arbeta med Lange i hans nästa film, Postmannen ringer alltid två gånger). Wendys karaktär i filmen skiljer sig särskilt från romanen, där hon verkar mer kapabel och mindre sårbar. Under hela inspelningen pressade Kubrick Duvall hårt. Det sägs att scenen där hon, beväpnad med basebollträet, går bakåt uppför trappan före sin mans attack (en av de mest omtagna scenerna i hela filmhistorien), inte representerade en livrädd kvinna; Shelley var bokstavligen "livrädd". Enligt "Guinness rekordbok" krävde Kubrick att scenen skulle tas om 127 gånger.
Regissörens förstaval att spela Torrances son var Cary Guffey (Närkontakt av tredje graden), men den unga skådespelarens föräldrar hindrade honom och hävdade att filmen var för hemsk för ett barn. I sitt sökande efter rätt skådespelare för att spela Danny skickade Kubrick ett man-och-fru-team, Leon (som porträtterade Lord Bullingdon i Barry Lyndon) och Kersti Vitali, till Chicago, Denver och Cincinnati för att skapa en intervjupool med 5 000 pojkar under en sexmånadersperiod. Dessa städer valdes eftersom Kubrick letade efter en pojke med en accent som föll mellan Jack Nicholsons och Shelley Duvalls talmönster, med Nicholson från New Jersey och Duvall från Texas. Under inspelningen skyddades den unga skådespelaren på ett speciellt sätt av Kubrick; pojken trodde hela tiden att han spelade in ett drama, inte en skräckfilm. Efter sin roll i filmen Will: G. Gordon Liddy från 1982 övergav Danny Lloyd sin skådespelarkarriär.

### Filmning
Huvudfotograferingen började i maj 1978 och avslutades i juli 1979, den ägde rum huvudsakligen i Elstree Studios, i södra England.

#### Interiörscener

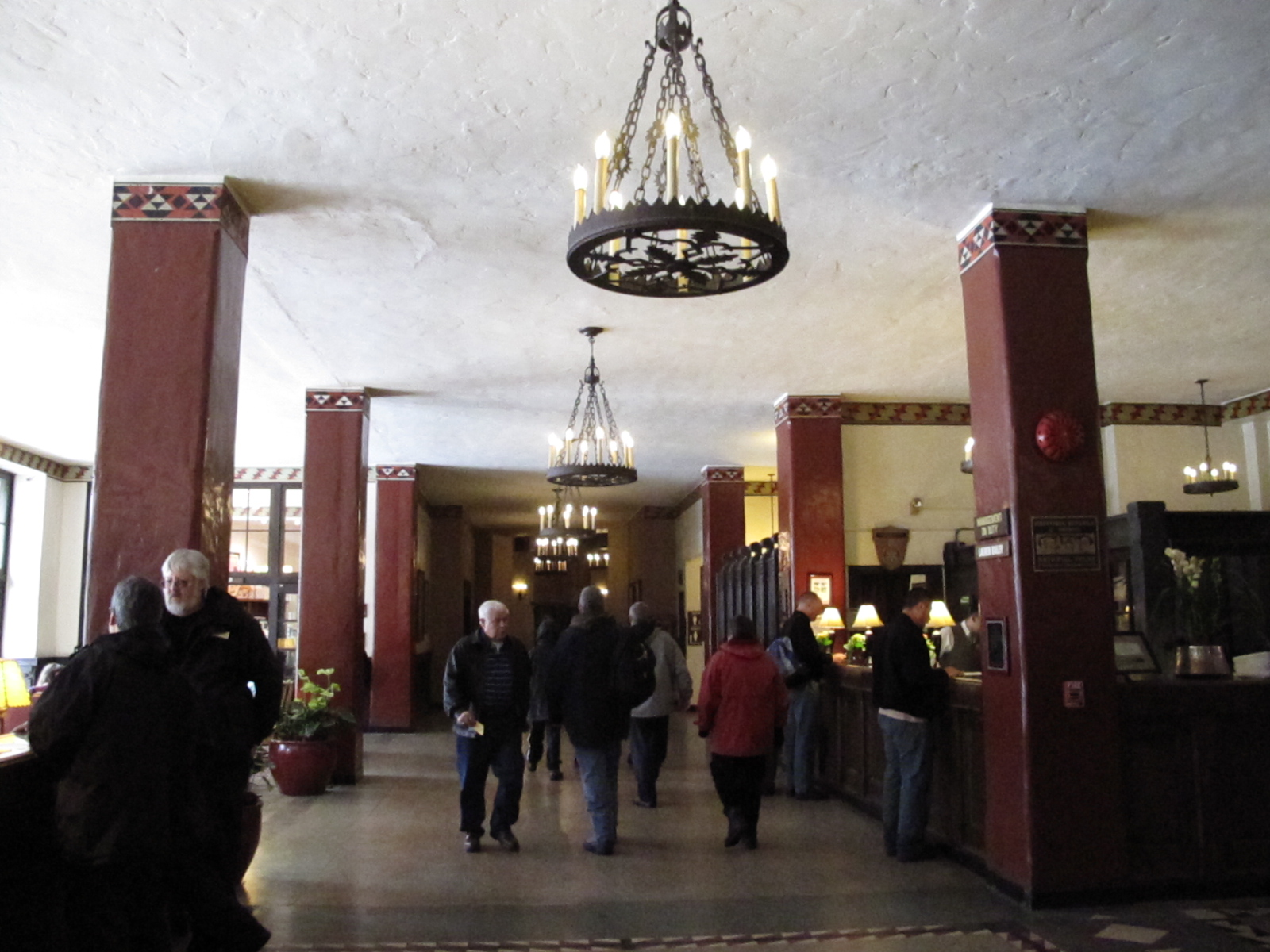
Ahwahnee Hotel inspirerade utseendet på lobbyn och loungen på Overlook Hotel som skapades på Elstree Studios.

Efter att ha valt Kings roman som grund för sitt nästa projekt lät Kubrick bygga dekorkulisser på soundstages i EMI Elstree Studios i Borehamwood, Hertfordshire, England. Några av interiörerna i Overlook Hotel-uppsättningen baserades på Ahwahnee Hotel i Yosemite National Park. För att göra det möjligt för Kubrick att spela in scenerna i kronologisk ordning använde han flera scener på EMI Elstree Studios för att göra alla uppsättningar tillgängliga under hela produktionsperioden. Interiören för Overlook Hotel var vid den tiden den största som någonsin byggts på Elstree, inklusive återskapande av hotellets exteriör i naturlig storlek. I februari 1979 skadades uppsättningen i Elstree svårt i en brand, vilket orsakade en försening i produktionen.

#### Exteriörscener

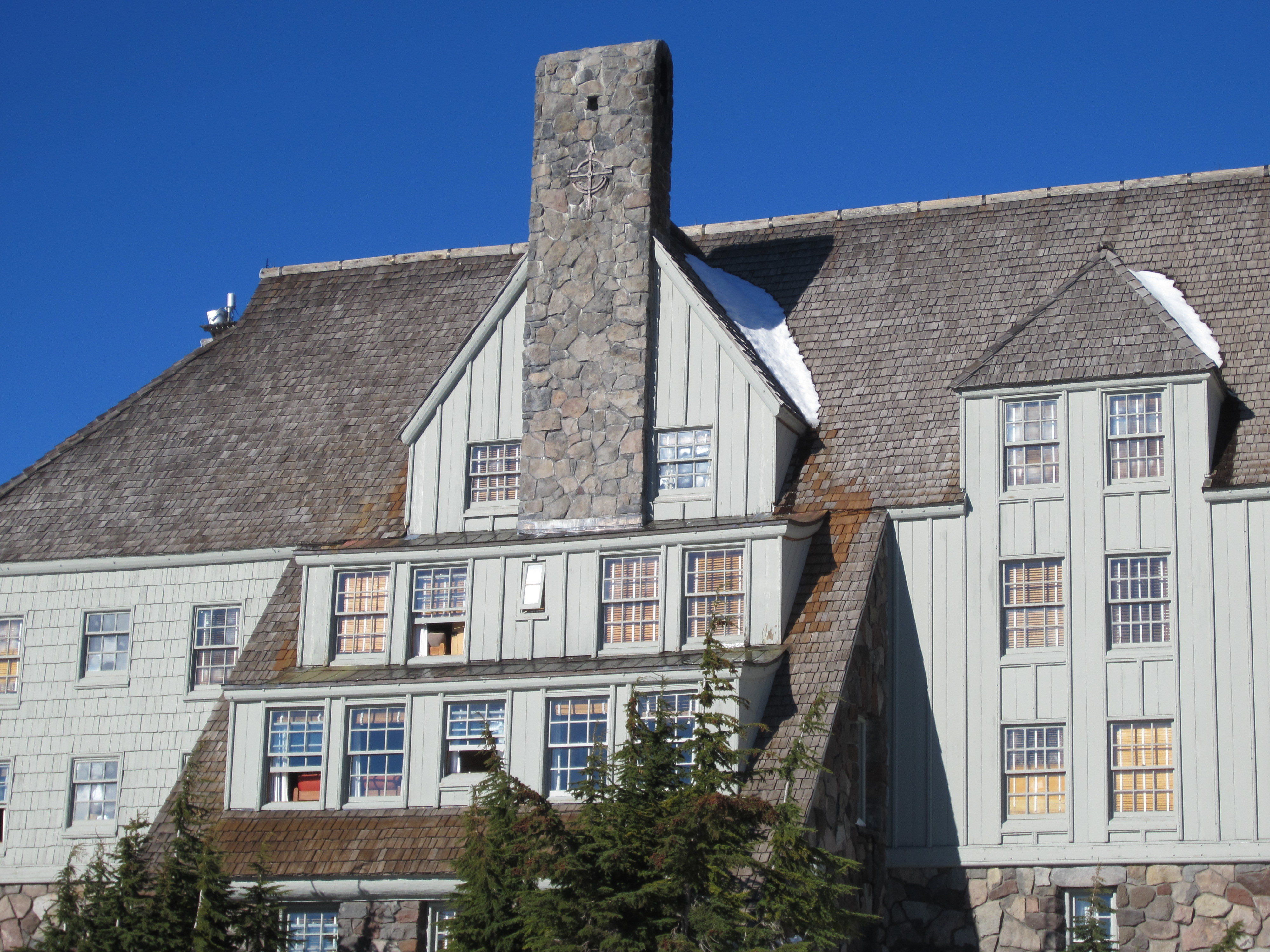
Timberline Lodge i Oregon, som fungerade som utsidan av Overlook Hotel

Medan de flesta av interiörbilderna, till och med några av exteriörbilderna av Overlook, spelades in i studio, togs några exteriörbilder på plats av en second-unit under ledning av Jan Harlan. Saint Mary Lake och Wild Goose Island i Glacier nationalpark, Montana var inspelningsplatsen för flygbilderna av öppningsscenerna med Volkswagenbilen som körde längs Going-to-the-Sun Road. Timberline Lodge på Mount Hood i Oregon filmades för några av de etablerade bilderna av det fiktiva Overlook Hotel; frånvarande i dessa bilder är häcklabyrinten, något Timberline Lodge inte har. Ahwahnee Hotel (Overlook Hotels huvudinteriör) och Timberline Lodge (Overlook Hotels huvudsakliga exteriör) designades båda av arkitekten Gilbert Stanley Underwood på 1920- och 1930-talet. Kubrick ombads av Timberline Lodge att ändra rumsnumret, som i romanen är 217, till 237 vid filmatiseringen för att inte avskräcka framtida gäster från att vilja bo i rummet.
Delar av de inledande panoramabilderna användes senare av Ridley Scott för de avslutande ögonblicken i den ursprungliga klippningen av filmen Blade Runner (1982).

### Manus
1977 skickade en Warner Bros.-chef, John Calley, Kubrick förlagan till vad som skulle bli romanen The Shining. Dess författare, Stephen King, var redan vid den tiden en bästsäljande författare som efter succén med Carrie kunde skryta med framgångar vad gällde bearbetningar för filmduken. För sin del hade Kubrick under en tid funderat på att regissera en skräckfilm; några år tidigare då Barry Lyndon blev en besvikelse i biljettkassan, slog en annan Warner-film som han hade vägrat att regissera, Exorcisten, regisserad av William Friedkin, biljettrekord runt om i världen.
På frågan om vad det var som lockade Kubrick till idén att anpassa romanen av den populära författaren avslöjade hans verkställande producent (och svåger) Jan Harlan att Kubrick ville "försöka" i denna filmgenre, men med villkoret att kunna ändra Kings roman – ett villkor som slutligen skulle garanteras genom avtal.
Manuset skrevs av regissören själv i samarbete med romanförfattaren Diane Johnson. Kubrick hade avvisat den ursprungliga versionen av utkastet, skrivet av King, som en alltför bokstavlig anpassning av romanen. Dessutom trodde filmskaparen inte på spökhistorier eftersom det "skulle innebära möjligheten att det fanns något efter döden", och han trodde inte att det fanns något, "inte ens helvetet." Istället verkade Johnson, som undervisade ett gotiskt romanseminarium vid University of California i Berkeley vid den tiden, bättre lämpad för projektet. Innerst inne såg Johnson ner på Stephen Kings litteratur; kort efter premiären sa hon i en intervju med den parisiska tidningen Positif:
| ” | För oss är "The Shining" (romanen) inte en del av den stora litteraturen. Den är läskig, den är effektiv och den fungerar utan vidare ... Men det är just intressant att se hur en mycket dålig bok också kan vara mycket effektiv. ... Det är ganska pretentiöst. Men det är också sant att man har mindre skrupler när man förstör det: man är medveten om att ett stort konstverk inte förstörs. | „ |

Kubrick å sin sida var mer entusiastisk över manuskriptets möjligheter:
| ” | Det var första gången som jag till slutet läste en roman som skickades till mig med tanke på en eventuell filmatisering. Jag absorberades av dess läsning och det verkade för mig att dess plot, idéer och struktur var mycket mer fantasifulla än vanligtvis i skräckgenren; jag trodde att en bra film kunde komma därifrån. | „ |

### Inspelning

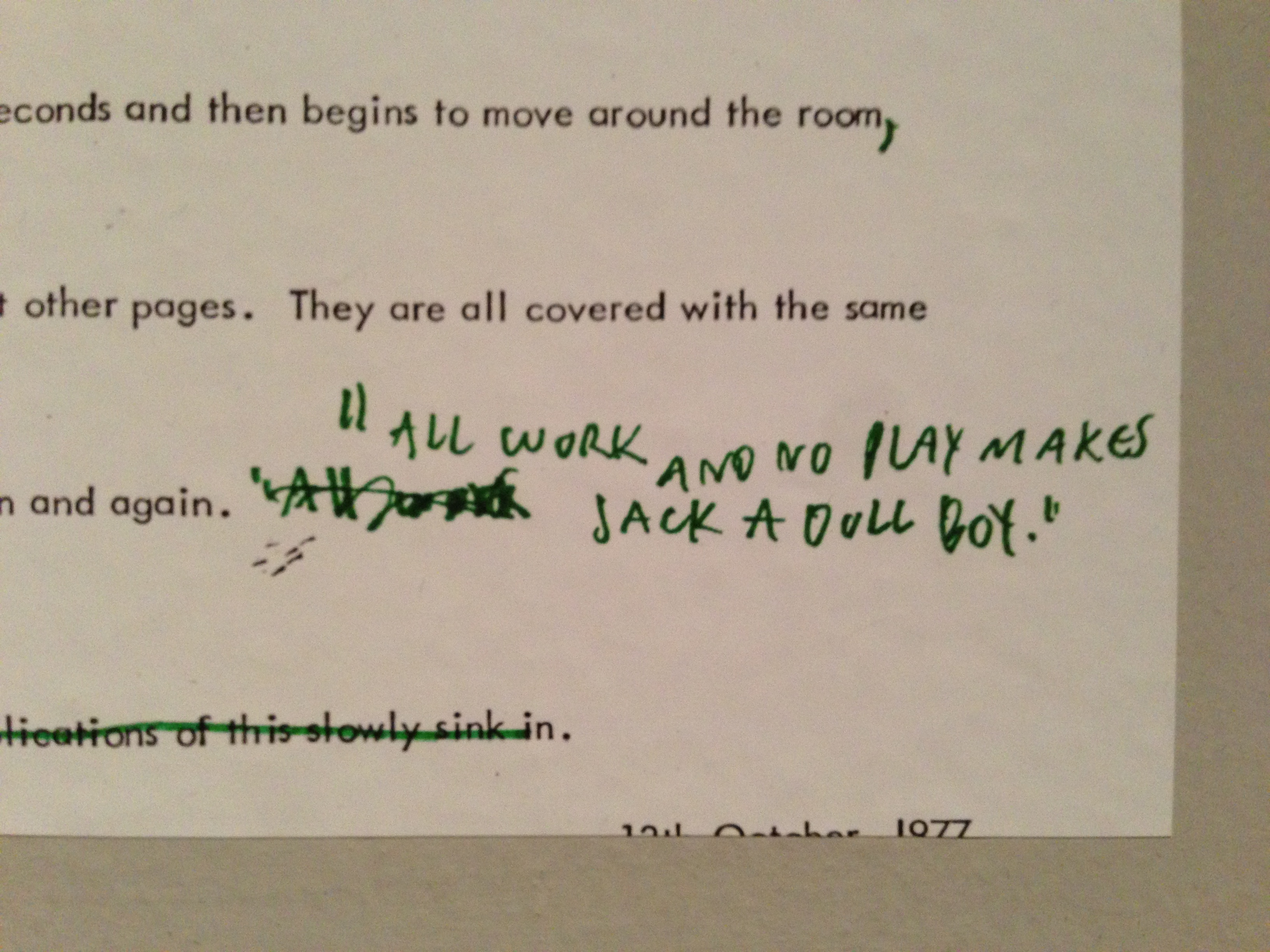
Sida från The Shining-manuset som lyfter fram tillägget av scenen "All work and no play makes Jack a dull boy".

The Shining hade en mycket lång och mödosam produktionsperiod, ofta med mycket långa arbetsdagar. Inspelningen tog över ett år att slutföra på grund av Kubricks mycket metodiska natur. Skådespelaren Shelley Duvall kom inte överens med Kubrick och argumenterade ofta med honom på inspelningen om repliker i manuset och hennes skådespelartekniker. Hon blev så småningom så överväldigad av stressen över sin roll att hon blev fysiskt sjuk i månader. Vid ett tillfälle var hon under så mycket stress att hennes hår började falla av. Inspelningsmanuset ändrades ständigt, ibland flera gånger om dagen, vilket gav mer stress. Nicholson blev så småningom så frustrerad över det ständigt föränderliga manuset att han brukade kasta bort kopiorna som produktionsteamet hade gett honom att memorera, med vetskap om att det skulle förändras ändå. Han lärde sig de flesta av sina repliker bara några minuter innan han filmade dem. Nicholson bodde i London med sin dåvarande flickvän Anjelica Huston och hennes yngre syster, Allegra, som vittnade om hans långa inspelningsdagar. Joe Turkel uppgav i en intervju 2014 att de repeterade "barscenen" i sex veckor och att inspelningsdagen varade från 9:00 till 22:30, med Turkel som minns att hans kläder var blöta av svett i slutet av dagens fotografering. Han beskrev det också som sin favoritscen i filmen.
För den sista Gold Room-sekvensen instruerade Kubrick statisterna (via megafon) att inte prata, "utan att mima konversation med varandra. Kubrick visste från år av granskning av tusentals filmer att statister ofta kunde mima sin verksamhet genom att nicka och använda stora gester som ser falska ut. Han sa till dem att agera naturligt för att ge scenen en skrämmande känsla av tidsrealism när Jack går från sjuttiotalet till det glada tjugotalet".
För de internationella versionerna av filmen filmade Kubrick olika tagningar när Wendy läser skrivmaskinsidorna som innehåller "Allt arbete och ingen lek gör Jack till en tråkig pojke" på olika språk. För varje språk användes ett lämpligt formspråk: tyska (Was du heute kannst besorgen, das verschiebe nicht auf morgen/ "Skjut aldrig upp till imorgon vad som kan göras idag"), italienska (Il mattino ha l'oro in bocca/ "Morgonstund har guld i mun"), franska (Un «Tiens» vaut mieux que deux «Tu l'auras»/ "En 'here you go' är värd mer än två 'you'll have it'", motsvarigheten till "En fågel i handen är bättre än tio i skogen"), spanska (No por mucho madrugar amanece más temprano +/ "Oavsett hur tidigt du går upp kan du inte få solen att gå upp tidigare.")
Dörren som Jack hugger igenom med yxan nära slutet av filmen var verklig; Kubrick filmade ursprungligen denna scen med en falsk dörr, men Nicholson som hade arbetat som frivillig brandman i California Air National Guard slet igenom den för snabbt. Jacks replik, "Heeeere's Johnny!", är hämtad från Ed McMahons introduktion till The Tonight Show Starring Johnny Carson, och improviserades av Nicholson. Kubrick, som hade bott i England en tid, var omedveten om replikens betydelse och använde närapå en annan tagning.
Under produktionen visade Kubrick David Lynchs Eraserhead (1977) för skådespelarna och teamet för att förmedla den stämning han ville uppnå för filmen.

#### Steadicam
The Shining var bland de tidiga filmerna (efter filmerna Bound for Glory, Maratonmannen och Rocky, alla släppta 1976), för att använda det nyutvecklade Steadicam, ett stabiliserande fäste för en filmkamera som mekaniskt separerar operatörens rörelse från kamerans, vilket möjliggör smidiga rörelsebilder medan operatören rör sig över en ojämn yta. Den kombinerar i huvudsak de stabiliserade stadiga bilderna från ett vanligt fäste med flytbarheten och flexibiliteten hos en handhållen kamera. Uppfinnaren av Steadicam, Garrett Brown, var starkt involverad i produktionen av The Shining. Brown har beskrivit sin spänning när han tog sin första rundtur i uppsättningarna, vilket erbjöd "ytterligare möjligheter för Steadicam". Denna visning övertygade Brown att bli personligen involverad i produktionen. Kubrick talade inte "bara om stuntbilder och trappor". Snarare skulle han använda Steadicam "som den var avsedd att användas – som ett verktyg som kan hjälpa till att få linsen dit den önskas i rum och tid utan de klassiska begränsningarna för dolly och kran". Brown använde en 18 mm Cooke-lins som tillät Steadicam att passera inom en tum av väggar och dörrkarmar. Brown publicerade en artikel i American Cinematographer om sin upplevelse, och bidrog till ljudkommentaren till DVD-utgåvan 2007.

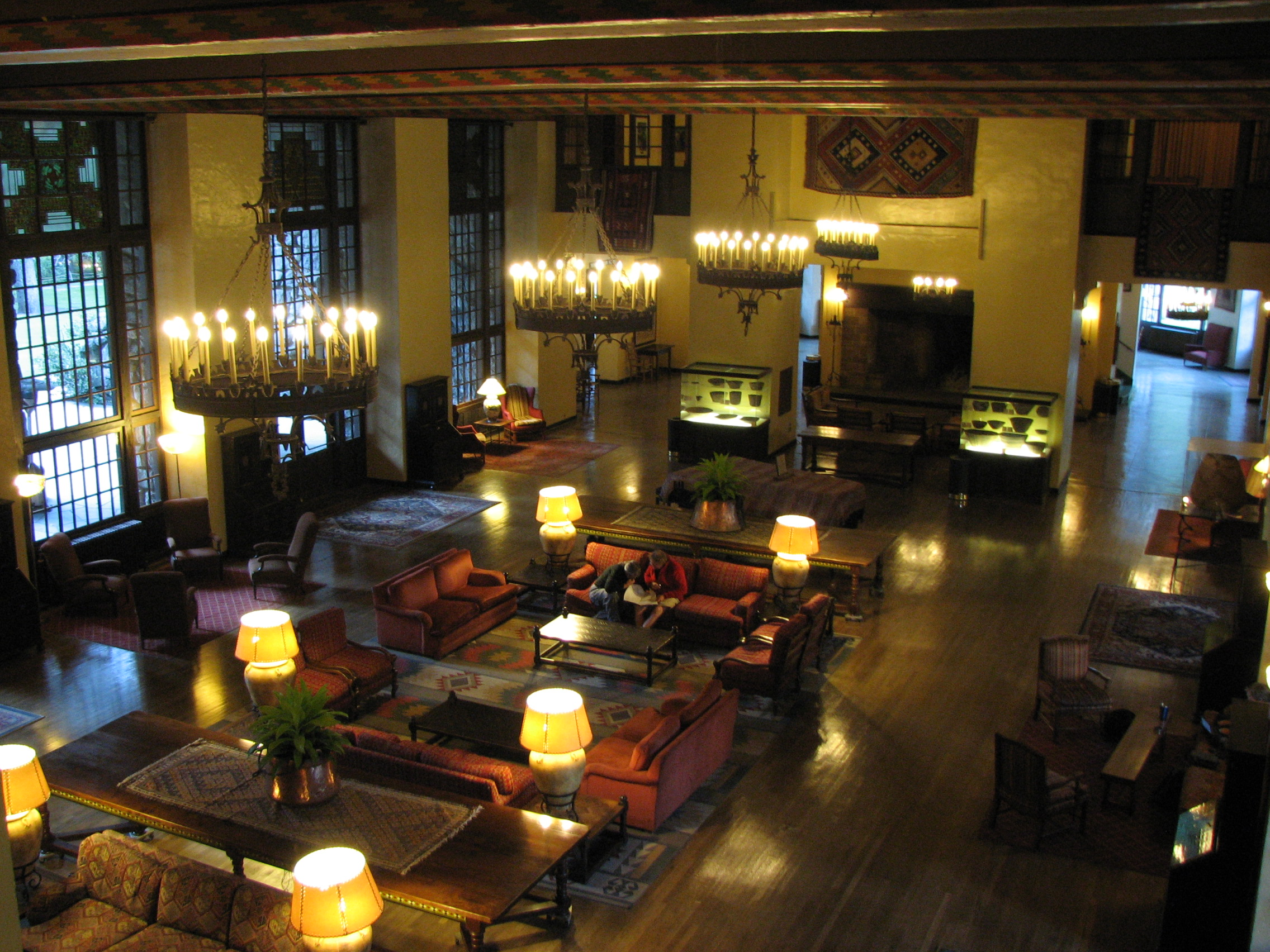
Ahwahnee Hotels Great Lounge var till stor del modellen för Overlook Hotels Colorado Lounge-set.

Kubrick hjälpte personligen till att modifiera Steadicams videoöverföringsteknik. Brown säger att hans egna förmågor att driva Steadicam förfinades genom att arbeta med Kubricks film. För den här filmen utvecklade Brown en tvåhandsteknik, vilket gjorde det möjligt för honom att hålla kameran på en höjd medan han panorerade och lutade kameran. Förutom att filma bilder bakifrån möjliggjorde Steadicam fotografering i trånga rum utan att flytta väggar eller backa kameran in i dörrar. Brown noterar att:
| ” | En av de mest omtalade scenerna i filmen är den kusliga sekvensen som följer Danny när han trampar i hög hastighet genom korridor efter korridor på sin plastcykel Big Wheel. Ljudspåret exploderar av ljud när hjulen rullar över trägolv och är plötsligt tyst när det passerar över mattan. Vi behövde ha linsen bara några centimeter från golvet och att resa snabbt precis bakom eller framför cykeln. | „ |

Detta krävde att Steadicam var på ett speciellt fäste som liknade en rullstol, där operatören satt medan han drog en plattform med ljudmannen. Vikten på riggen och dess passagerare visade sig vara för mycket för originaldäcken, vilket resulterade i en punktering en dag som nästan orsakade en allvarlig krasch. Massiva däck monterades sedan på riggen. Kubrick hade också en mycket exakt hastighetsmätare monterad på riggen för att duplicera det exakta tempot för en given scen så att Brown kunde utföra på varandra följande identiska tagningar. Brown diskuterar också hur scenerna i häcklabyrinten spelades in med en Steadicam.

### Musik och soundtrack
Den stilistiskt modernistiska konstmusik som Kubrick valt liknar den repertoar han först utforskade i År 2001 – ett rymdäventyr. Även om repertoaren valdes av Kubrick, lämnades processen att matcha musikpassager till film nästan helt till musikredigeraren Gordon Stainforth, vars arbete med filmen är känt för uppmärksamheten på fina detaljer och anmärkningsvärt exakt synkronisering utan överdriven skarvning.
Soundtrackalbumet på LP drogs tillbaka på grund av problem med licensiering av musiken. LP-soundtracket utelämnar några låtar som hörs i filmen, och innehåller också kompletta versioner av låtar av vilka endast fragment hörs i filmen.
Den icke-ursprungliga musiken på soundtracket är följande:
1. Dies Irae-segment från "Symphonie fantastique" av Hector Berlioz, framförd av Wendy Carlos och Rachel Elkind
2. "Lontano" av György Ligeti, Ernest Bour dirigerar Sydvästtyska radions symfoniorkester (Wergo Records)
3. "Music for Strings, Percussion and Celesta" av Béla Bartók, Herbert von Karajan dirigerar Berlinfilharmonikerna (Deutsche Grammophon)
4. "Utrenja" – utdrag ur "Ewangelia" och "Kanon Paschy" av Krzysztof Penderecki, Andrzej Markowski dirigerar Warszawas nationella filharmoniska orkester (Polskie Nagrania Records)
5. "The Awakening of Jacob", "De Natura Sonoris No. 1" (den senare inte på soundtrackalbumet, Krakow Philharmonic Orchestra dirigerad av Henryk Czyż) och "De Natura Sonoris No. 2" av Krzysztof Penderecki (Warszawas nationella filharmoniska orkester, dirigerad av Andrzej Markowski, Polskie Nagrania Records)
6. "Home", framförd av Henry Hall och Gleneagles Hotel Band. Med tillstånd av Decca Record Co. Remaster av Keith Gooden & Geoff Milne, 1977. (Decca DDV 5001/2)
7. "Midnight, the Stars and You" av Harry M. Woods, Jimmy Campbell och Reg Connelly, framförd av Ray Noble och hans orkester

Bland låtar som inte fanns med på soundtrackalbumet återfinns:
1. "It's All Forgotten Now" av Ray Noble, framförd av Noble och hans orkester
2. "Masquerade", framförd av Jack Hylton och hans orkester
3. "Kanon" (för stråkorkester) av Krzysztof Penderecki
4. "Polymorphia" (för stråkorkester) av Krzysztof Penderecki, Krakows filharmoniska orkester under ledning av Henryk Czyż

Vid ankomsten till Elstree Studios visades Wendy Carlos och Rachel Elkind den första versionen av filmen av Kubrick: "Filmen var lite för lång. Det fanns stora sjok av scener som aldrig kom med i filmen. Det fanns en konstig och mystisk scen där Jack Nicholson upptäcker föremål som har arrangerats i hans arbetsutrymme i balsalen med pilar och saker. Han går ner och tycker att han hör en röst och ett spöke kastar en boll tillbaka till honom. Inget av det kom med i den slutliga filmen. Vi musiksatte många av dem. Vi visste inte säkert vad som skulle användas". Efter att ha råkat ut för något liknande på Clockwork Orange har Carlos sagt att hon var så desillusionerad av Kubricks handlingar att hon lovade att aldrig arbeta med honom igen. Hon och Elkind hade övervägt rättsliga åtgärder mot Kubrick, men eftersom inget formellt kontrakt fanns på plats accepterade de motvilligt situationen. Carlos egen musik släpptes nästan i sin helhet 2005 som en del av hennes Rediscovering Lost Scores-samling.

## Premiär
Till skillnad från Kubricks tidigare verk, som fick publik genom ryktesvägen, hade The Shining premiär på 10 biografer i New York City och Los Angeles på Memorial Day-helgen och släpptes sedan som en rikstäckande film inom en månad. Den europeiska utgåvan av The Shining några månader senare var 25 minuter kortare på grund av Kubricks borttagning av de flesta scener som ägde rum utanför hotellets omgivningar.

### Efterredigering
Efter premiären och en vecka in i den allmänna körningen (med en speltid på 146 minuter) klippte Kubrick bort en scen i slutet som ägde rum på ett sjukhus. Scenen visar Wendy i en säng pratande med Mr. Ullman som förklarar att Jacks kropp inte kunde hittas; han ger sedan Danny en gul tennisboll, förmodligen samma som Jack kastade i hotellet. Denna scen klipptes därefter fysiskt bort ur kopiorna av filmmaskinarbetare och skickades tillbaka till studion på order av Warner Bros., filmens distributör. Detta minskade filmens speltid till 144 minuter. Roger Ebert kommenterade:
| ” | Om Jack verkligen frös ihjäl i labyrinten, hittades naturligtvis hans kropp – och förr snarare än senare, eftersom Dick Hallorann varnade skogsvaktarna för allvarliga problem på hotellet. Om Jacks kropp inte hittades, vad hände med den? Var den aldrig där? Var den absorberad i det förflutna och förklarar det Jacks närvaro i det sista fotografiet av en grupp hotellfestgäster 1921? Fanns Jacks våldsamma jakt på sin fru och sitt barn helt i Wendys fantasi, eller Dannys, eller deras? ... Kubrick gjorde klokt i att ta bort den epilogen. Det blev för många delar i historien. På något sätt är det nödvändigt för oss att tro att de tre medlemmarna i familjen Torrance faktiskt bor på hotellet under den vintern, vad som än händer eller vad de än tror händer. | „ |

Den allmänna uppfattningen bland dem som såg de första föreställningarna var att filmen var bättre utan den eftersom att behålla den skulle försvaga Overlooks hot mot familjen och återinföra Ullman, som knappt hade haft en ledande roll i berättelsen, i konflikten. Medförfattaren Diane Johnson avslöjade att Kubrick hade en viss "medkänsla" från början för Wendy och Dannys öde, och i den meningen skulle sjukhusscenen ge en känsla av en återgång till normalitet. Johnson var å andra sidan för ett mer tragiskt slut: hon föreslog till och med Danny Torrances död. Enligt Shelley Duvall "hade Kubrick fel, eftersom scenen förklarade några viktiga saker, till exempel betydelsen av den gula bollen och den roll som hotellchefen spelade i intrigerna." Kubrick bestämde sig för att filmen fungerade bättre utan scenen.

### Europeisk version
För releasen i Europa klippte Kubrick bort cirka 25 minuter från filmen. De borttagna scenerna inkluderade:
- Ett längre möte mellan Jack och Watson på hotellet.
- Danny tas om hand av en läkare (Anne Jackson), inklusive referenser till Tony och hur Jack en gång skadade Danny i ett berusat raseri.
- Fler bilder av Halloranns försök att komma till hotellet under snöstormen, inklusive en sekvens med en garagevakt (Tony Burton).
- Utökade dialogscener på hotellet.
- En scen där Wendy upptäcker en grupp skelett i hotellets lobby under slutscenen.

Jackson och Burton krediteras i den europeiska versionen, trots att deras scener har strukits från filmen. Enligt Harlan bestämde sig Kubrick för att klippa bort några sekvenser eftersom filmen "inte mottogs särskilt väl", och även efter att Warner Brothers hade klagat på dess tvetydighet och längd.
Scenen där Jack skriver tvångsmässigt på skrivmaskinen "Allt arbete och ingen lek gör Jack till en tråkig pojke" togs om ett antal gånger, men språket ändrades i den maskinskrivna kopian till italienska, franska, spanska och tyska för att matcha respektive dubbade språk.
Tre alternativa tagningar användes i en brittisk tv-reklam.

### DVD
Den amerikanska TV-premiären av The Shining (på ABCs Friday Night Movie den 6 maj 1983) började med en skylt där det stod: "Kvällens film handlar om det övernaturliga, då en besatt man försöker förgöra sin familj." Med filmens tvetydigheter är det inte känt hur Kubrick kände för eller om han höll med om denna kungörelse. Skylten sa också att filmen hade redigerats för TV och varnade för innehållet.
DVD-skivorna innehåller en osminkad 33-minuters dokumentär gjord av Kubricks dotter Vivian (som var 17 när hon filmade den) med titeln Making The Shining, som ursprungligen visades på brittisk TV 1980. Hon spelade också in ett ljudkommentarspår på sin dokumentär för DVD-utgåvan. Den förekommer även på utgåvor av The Shining på DVD före 2007, även om de flesta DVD-skivor med Kubrick-filmer innan dess saknade dokumentärer eller ljudkommentarer. Den har några ärliga intervjuer och mycket privata stunder som fångats under inspelningen, till exempel argument mellan skådespelare och regissör, stunder av en no-nonsense Kubrick som regisserar sina skådespelare, Scatman Crothers som överväldigas av känslor under sin intervju, Shelley Duvall som kollapsar av utmattning på inspelningen och Jack Nicholson som njuter av att spela upp inför kameran.
I maj 2019 meddelades att filmen skulle släppas på Ultra HD Blu-ray i oktober. Utgåvan innehåller en 4K-remaster med en 4K-skanning av det ursprungliga 35 mm-negativet. Filmskaparen Steven Spielberg och Kubricks tidigare personliga assistent Leon Vitali hjälpte Warner Bros. i masteringprocessen. Detta är samma klippning och 4K-restaurering som visades på filmfestivalen i Cannes 2019. Enligt det officiella pressmeddelandet är den officiella körtiden i full längd 146 minuter.

### Annonskampanjer
Olika filmaffischer användes under den ursprungliga internationella utgivningsperioden 1980–1981, men i USA, där filmen först hade premiär, designades den primära affischen och tidningsannonsen av den kända Hollywood-grafiska formgivaren Saul Bass. Bass och Kubrick gick enligt uppgift igenom över 300 potentiella mönster innan de bestämde sig för den slutliga designen av ett oroande, argt utseende, underbelyst, pointillistiskt dockliknande ansikte (som inte visas i filmen) som kikar genom bokstäverna "", med "SHiNiNG" nedan, med mindre bokstäver. Överst på affischen finns orden "A MASTERPIECE OF MODERN HORROR", med krediterna och annan information längst ner.
Korrespondensen mellan de två männen under designprocessen finns bevarad, inklusive Kubricks handskrivna kritik av Bass olika föreslagna mönster. Bass tänkte ursprungligen att affischen skulle vara svart på en röd bakgrund, men till Bass bestörtning valde Kubrick att göra bakgrunden gul. Som svar beställde Bass en liten, silkscreenad upplaga av sin originalversion, som också saknar slogan "mästerverk av modern skräck" och har krediterna i ett kompakt vitt block längst ner.

## I populärkultur

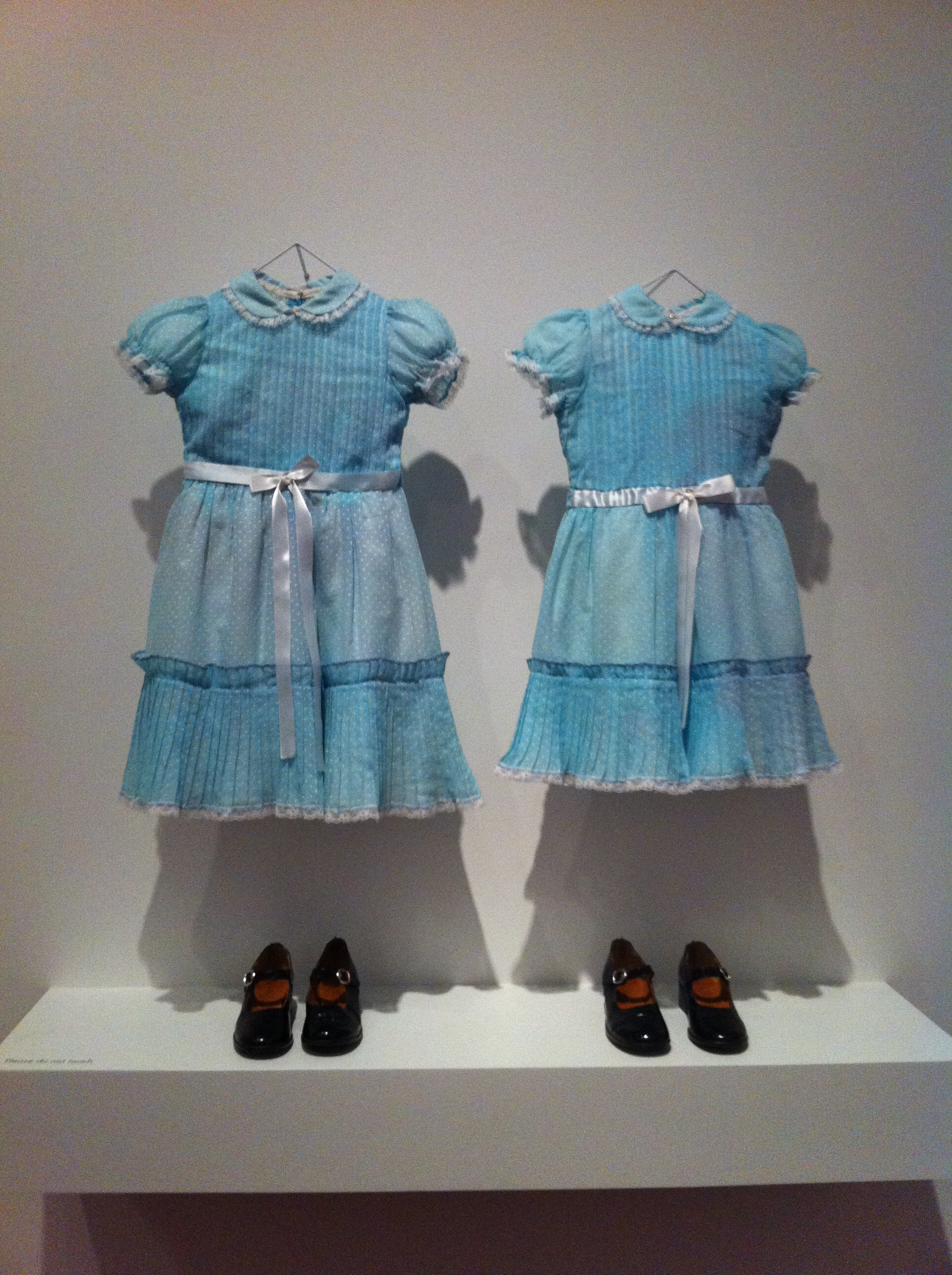
Tvillingarna Gradys klänningar i Los Angeles County Museum of Art (2013). Dessa kom att, liksom uttrycken "Heeere's Johnny!" och "Redrum", bli parodierade och refererade i populärkulturella sammanhang.

- I avsnittet "Treehouse of Horror V" av den animerade TV-serien Simpsons görs en parodi av filmen.
- I Hollywood Undeads låt "Dead Bite" nämns filmen och Jack Nicholson.